# Myriam Bru
Pour les articles homonymes, voir Bru.
Myriam Bru, née Myriam Rosita Bruh le 20 avril 1930 dans le 4e arrondissement de Paris, est une actrice et agent artistique française. 
Elle est l'épouse de Horst Buchholz avec lequel elle a eu deux enfants : Béatrice Buchholz et l'acteur Christopher Buchholz.

## Biographie

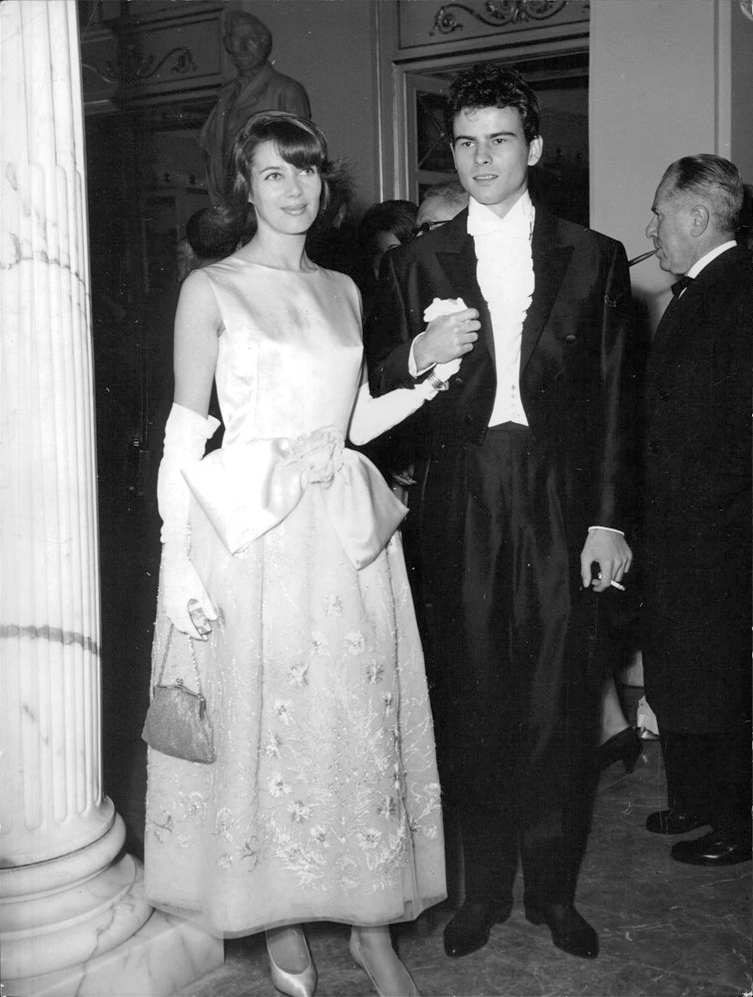
Myriam Bru et Horst Buchholz en 1960.

Élève du cours Simon, elle commence par tenir de petits rôles dans des films français. Elle est connue pour avoir été une des toutes premières à porter un bikini en marge du premier festival de Cannes en 1946. Elle est ensuite remarquée par les producteurs Carlo Ponti et Dino De Laurentiis et signe avec les productions italiennes Rizzoli Films qui vont la contraindre à tourner dans une majorité de films sans grand intérêt. Ainsi, en 1953, elle joue aux côtés de Walter Chiari dans Gli uomini, che mascalzoni! tandis qu'elle tient l'un de ses meilleurs rôles auprès de Gabriele Ferzetti dans le film biographique Puccini réalisé par Carmine Gallone. 
En 1958, elle tourne dans la coproduction européenne Résurrection (Auferstehung), une adaptation du roman de Léon Tolstoï réalisée par l'Allemand Rolf Hansen et son partenaire est Horst Buchholz. La star allemande lui fait une cour assidue et ils se marient précipitamment le 7 décembre 1958 à Londres où Horst Buchholz tourne Les Yeux du témoin (Tiger Bay) de J. Lee Thompson (1959). 
Pressée par son mari de se consacrer exclusivement à la vie de famille, son dernier rôle sera celui d'une prisonnière infanticide aux côtés d'Anna Magnani et de Giulietta Masina dans L'Enfer dans la ville (Nella città l'inferno) réalisé par Renato Castellani (1958). 
Elle resta toujours en contact avec Horst Buchholz jusqu'au décès de celui-ci en 2003 même lorsqu'elle résida à Paris et lui à Berlin. 
Depuis plusieurs années, Myriam Bru dirige sa propre agence artistique à Paris. Elle a été l'agent de Jacqueline Maillan et a découvert entre autres Maïwenn, Hélène de Fougerolles, Mathilda May, Mélanie Thierry, Zoé Félix...

## Filmographie

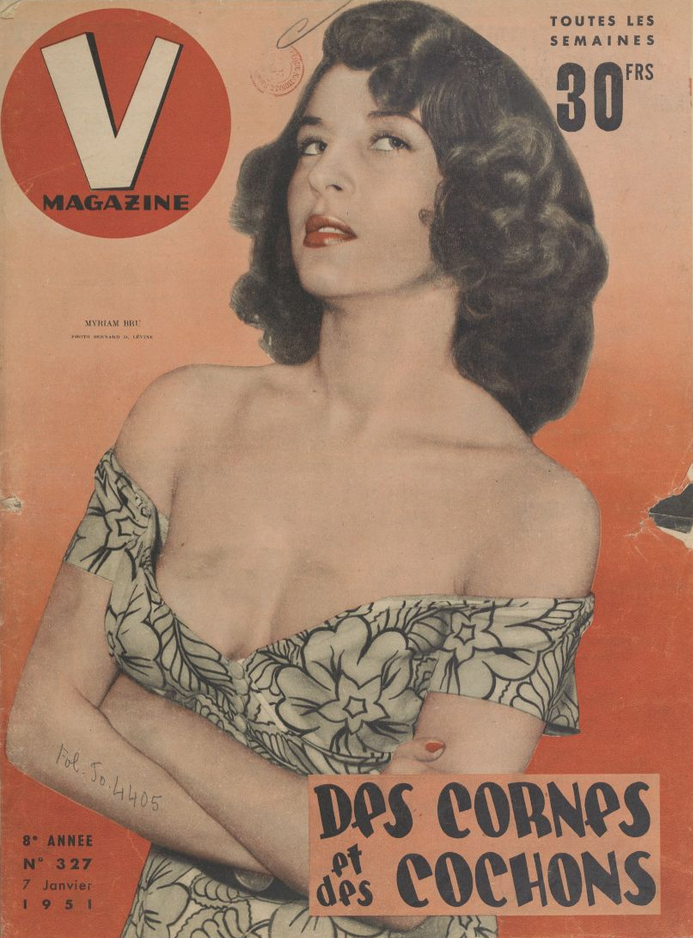
Myriam Bru dans V du 7 janvier 1951.

- 1949 : Rendez-vous de juillet de Jacques Becker avec Daniel Gélin, Nicole Courcel et Maurice Ronet (non créditée)
- 1952 : Eran trecento... (La spigolatrice di Sapri) de Gian Paolo Callegari
- 1952 : Ouvert contre X de Richard Pottier avec Marcel André et Marthe Mercadier : la nièce
- 1953 : Une fille dans le soleil de Maurice Cam avec Henri Genès et Jacques Morel : Maggy
- 1953 : Gli uomini, che mascalzoni! (it) de Gian Paolo Callegari avec Walter Chiari et Antonella Lualdi : Franca
- 1953 : Puccini de Carmine Gallone avec Gabriele Ferzetti : Delia
- 1953 : Marquée par le destin (Ti ho sempre amato) de Mario Costa avec Amedeo Nazzari et Jacques Sernas : Maria
- 1954 : Les Amours de Manon Lescaut (Gli amori di Manon Lescaut) de Mario Costa avec Franco Interlenghi et Roger Pigaut : Manon Lescaut
- 1954 : Un siècle d'amour (Cento anni d’amore) de Lionello De Felice, sketch Gli ultimi dieci minuti avec Gabriele Ferzetti : Anna
- 1954 : Questa è la vita d'Aldo Fabrizi, Giorgio Pàstina, Mario Soldati et Luigi Zampa
- 1954 : L'amour viendra (Appassionatamente) de Giacomo Gentilomo avec Amedeo Nazzari : Elena D'Alberti
- 1954 : La Maison du souvenir (Casa ricordi) de Carmine Gallone avec Gabriele Ferzetti et Marcello Mastroianni : Luisa lewis
- 1954 : Les Deux Orphelines (Le due orfanelle) de Giacomo Gentilomo avec André Luguet et Franco Interlenghi : Henriette Gérard
- 1955 : Le Patron, c'est moi (Il padrone sono me) de Franco Brusati : Dolly
- 1957 : Vacances à Ischia (Vacanze a Ischia) de Mario Camerini avec Vittorio De Sica et Paolo Stoppa : Denise Tissot
- 1958 : Résurrection (Auferstehung) de Rolf Hansen avec Horst Buchholz : Katioucha
- 1958 : L'Enfer dans la ville (Nella città l’inferno) de Renato Castellani avec Anna Magnani, Giulietta Masina et Renato Salvatori : Vittorina